# Max Rolfes
Max Rolfes (* 31. Dezember 1894 in London; † 3. Februar 1981 in Kassel) war ein deutscher Agrarökonom, der im NS-Staat als Politikberater für den Reichsführer SS Heinrich Himmler tätig war. Er lehrte vor und nach dem Zweiten Weltkrieg als Professor für Landwirtschaftliche Betriebslehre an der Justus-Liebig-Universität Gießen.

## Leben
Rolfes war britischer Staatsbürger und wurde während des Ersten Weltkrieges deutscher Staatsbürger. Er leistete ab 1915 Kriegsdienst beim Deutschen Heer und schied 1918 aus der Armee im Rang eines Unteroffiziers aus. Anschließend absolvierte er ein landwirtschaftliches Studium an den Hochschulen Hohenheim und Bonn-Poppelsdorf, das er 1921 mit Diplom abschloss. Danach betätigte er sich bis 1929 als Gutsverwalter in Schlesien und Sachsen. Anschließend war er als Hilfsreferent an der landwirtschaftlichen Hochschule Berlin tätig und wurde dort 1931 zum Dr. agr. promoviert. Danach war blieb er dort bis 1938 wissenschaftlicher Assistent und wurde 1935 mit der Schrift „Die Bodennutzung in bäuerlichen Betrieben“ habilitiert.
Rolfes gehörte ab 1926 der paramilitärischen Organisation Stahlhelm an und nach deren Überführung in die Sturmabteilung nach der Machtergreifung der Nationalsozialisten ab März 1934 der SA. Am 9. August 1937 beantragte er die Aufnahme in die NSDAP und wurde rückwirkend zum 1. Mai desselben Jahres aufgenommen (Mitgliedsnummer 4.575.983). 1939 wurde er außerordentlicher Professor an der Universität Gießen. Er war seit 1941 für das von Heinrich Himmler geleitete Reichskommissariat für die Festigung deutschen Volkstums tätig und erarbeitete in dieser Funktion Vorschläge für eine Agrarreform im besetzten Elsaß-Lothringen. Er war zudem Mitautor des „Generalsiedlungsplanes“, der die Arbeiten zum Generalplan Ost fortführte.

Rolfes war seit 1936 Mitarbeiter im Projekt "Geschichte der Arbeit" im Arbeitswissenschaftlichen Institut der DAF, und zwar zur technischen Entwicklung der Landwirtschaft seit dem 18. Jahrhundert. Ab 1938/1939 leitete er bei der DAF eine interdisziplinäre Gruppe, in der weiterhin Hans Barth und Adolf Bauer als Experten für betriebliche Rationalisierung mitwirkten. Ihre Denkschriften führten 1940/1941 zu einem großen Plan über "Die Neuordnung der Landwirtschaft im Großdeutschen Raum", an welchem auch der Reichskommissar für die Festigung des deutschen Volkstums, Konrad Meyer, mitarbeitete. Der Plan handelte vor allem von einer raumplanerischen Umstrukturierung des eroberten Elsass-Lothringen mit dem Ziel ihrer Germanisierung. In seiner Festrede zur 335. Jahresfeier der Universität Gießen postulierte er 1942: 
"Alle Zweige der Landbauwissenschaft, die Wirtschafts- und Sozialwissenschaften, Geographie u.a.m. werden sich gegenseitig in die Hände zu arbeiten haben. Bei der Gewinnung wirklich wesensfremder Landschaften als Lebensraum für deutsche Menschen fällt auch der jungen Wissenschaft der Landschaftsgestaltung eine große Aufgabe zu."
Nach dem Ende des Zweiten Weltkrieges gab er im Zuge der Nürnberger Prozesse eine eidesstattliche Erklärung für den Angeklagten Wolfram Sievers ab. In der Bundesrepublik konnte er seine Lehrtätigkeit als Professor fast bruchlos fortsetzten, ab 1948 kehrte er als ordentlicher Professor für Bodenkultur und Veterinärmedizin auf seinen Lehrstuhl zurück und leitete in Gießen weiterhin als Direktor das Institut für landwirtschaftliche Betriebslehre. Ab November 1950 übernahm er gemeinsam mit Theodor W. Adorno die wissenschaftliche Leitung der „Darmstadt-Studie“. Carsten Klingemann kommt zu der Bewertung: „Rolfes, NSDAP-Mitglied seit 1937 und Heinrich Himmlers Politikberater, wurde durch die Zusammenarbeit mit Adorno immunisiert und als Wissenschaftler bestätigt.“ Er war Mitglied mehrerer agrarwissenschaftlicher Gesellschaften.